# 北大社信号場
北大社信号場（きたおおやしろしんごうじょう）は、三重県員弁郡東員町にある三岐鉄道北勢線の信号場。元は北大社駅という駅であったが、廃止後も車庫（北大社車両管理区）への出入庫のため信号場として存続した。

## 歴史
開業時から北勢線の運転の中枢として、構内には北大社車両管理区が置かれた。三岐鉄道の事業合理化の方針により六把野駅と統合した東員駅が当駅東側に新設されることになり、2005年（平成17年）3月26日に六把野駅とともに廃止された。

### 年表
- 1914年（大正3年）4月5日：北勢鉄道の北大社駅として開業。
- 1934年（昭和9年）6月27日：社名変更により北勢電気鉄道の駅となる。
- 1944年（昭和19年）2月11日：会社合併により、三重交通の駅となる。
- 1964年（昭和39年）2月1日：事業譲渡により三重電気鉄道の駅となる。
- 1965年（昭和40年）4月1日：近畿日本鉄道が三重電気鉄道を合併し近鉄の駅となる。
- 1977年（昭和52年）5月10日：車庫が西桑名から移転。
- 2003年（平成15年）4月1日：事業譲渡により、三岐鉄道の駅となる。
- 2005年（平成17年）3月26日：六把野駅とともに東員駅に統合され廃止。信号場に格下げ。
- 2006年（平成18年）
  - 3月9日：構内の曲線改良工事完成。
  - 3月14日：出発・場内信号機三位式三現示（GYR）化[注釈 1]。

## 構造
本線（1号線）と車庫入出庫線（2号線）を有する。1号線からは桑名・阿下喜方面への出発および車庫方面への入庫が可能である。2号線からは桑名方面への出発および車庫方面への入庫が可能であるが、阿下喜方面への出発はできない。2005年度（平成17年度）に構内の曲線改良工事が施工され、急曲線部分が解消された。

### 北大社駅時代
北大社駅として営業していた頃は北勢線で最大規模の駅であった。駅務員の宿泊設備を有した。運転指令所が設置され、北勢線全線の信号制御を行っていたが、東員駅開業時にその機能は同駅へ移設されている。
駅舎には自動券売機が設置されていたが、自動改札はなかった。ホームは2面3線で北側線路が阿下喜方面行き、中線路が主に西桑名行き、南側線路が主に当駅折り返しの西桑名行きおよび車庫への入出庫列車が使用した（2005年度（平成17年度）にホームおよび北側の線路が撤去された）。駅舎の西側に車庫及び変電所（北大社変電所）があった（駅舎・ホームは2005年度（平成17年度）に取り壊されたが、車庫・変電所は信号場となってからも存在している）。なお駅舎、東駐輪場があった場所は現在空き地となっている。

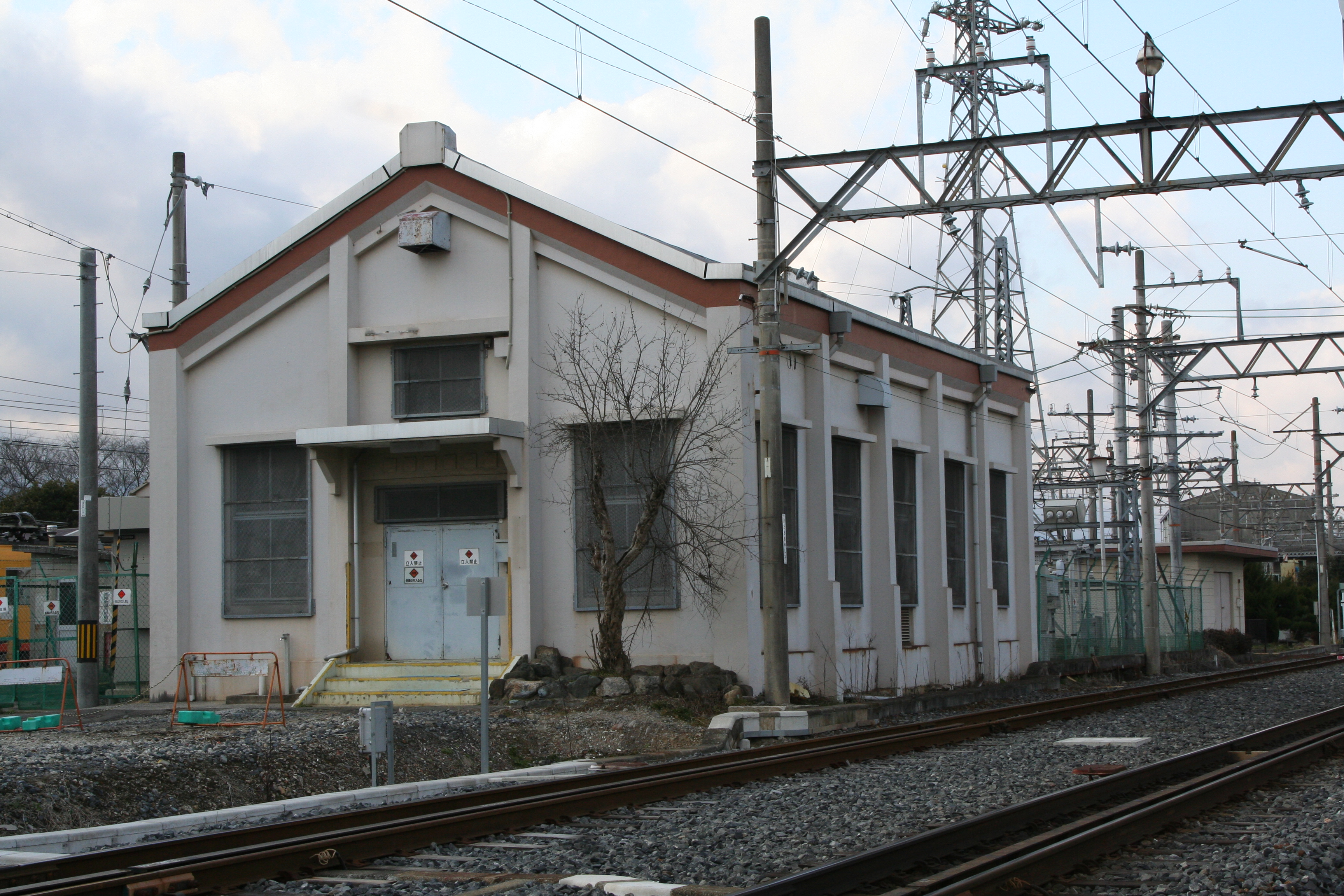
北大社変電所（手前は駅舎跡地）
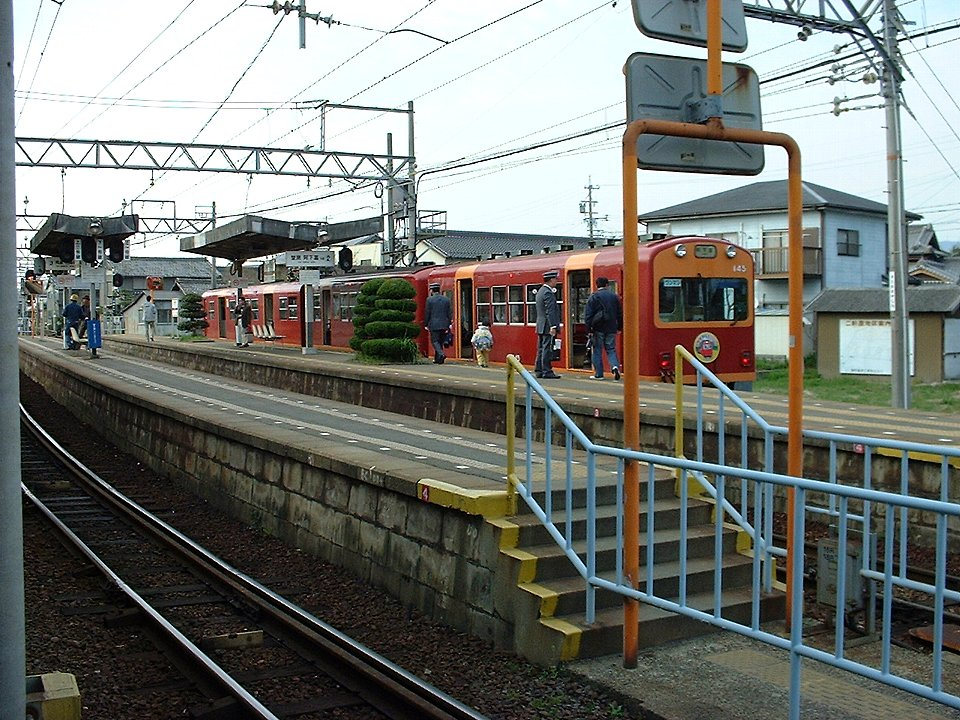
近鉄当時の駅構内（2003年3月）
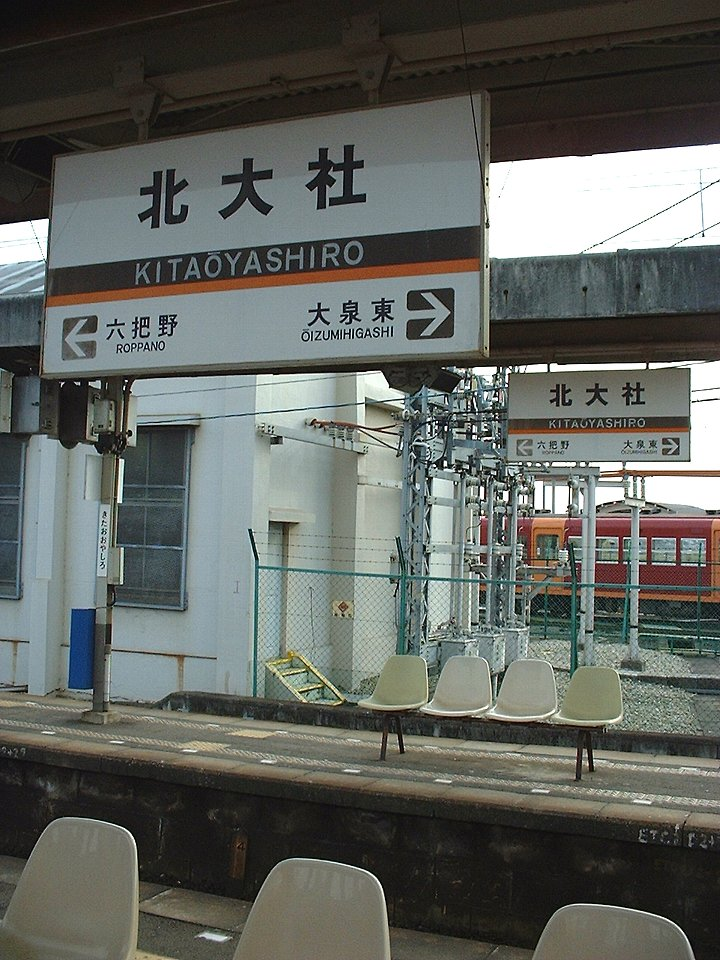
近鉄当時の駅構内。左奥は変電所。

### 配線図
| ← 桑名方面 | 北大社駅（1993年）／北大社信号場（2009年） 構内配線の変遷 | → 阿下喜方面 |
| 凡例 出典: |                                                           |              |

## 利用状況
※北大社駅として営業時のもの。
- 朝夕はいなべ総合学園、桑名高等学校等の生徒や通勤客が利用。昼間の利用者は専ら高齢者等であったが少数であった。
- 桑名 - 阿下喜の間に平行してバス路線があり、バスの方が早く本数も多いため、バス利用者も多かった。

## 周辺
北大社と大木（二軒屋）の境界にあたる。元の駅前には中日新聞代理店、歯科医院、墓地がある。

## 隣の駅
三岐鉄道
■北勢線
東員駅(H09) - 北大社信号場 - 大泉駅(H10)
- 2004年（平成16年）3月31日まで、大泉駅との間に大泉東駅があった。
- 1944年（昭和19年）7月1日まで、上記の大泉東駅との間に大木駅があった。